# کامپیلیا چروو
کامپیلیا چروو (به ایتالیایی: Campiglia Cervo) یک کومونه در ایتالیا است که در استان بیه‌لا واقع شده‌است.

## خصوصیات
کامپیلیا چروو ۱۱٫۷ کیلومترمربع مساحت و ۱۷۶ نفر جمعیت دارد.